# Levin Burchard Langschmidt

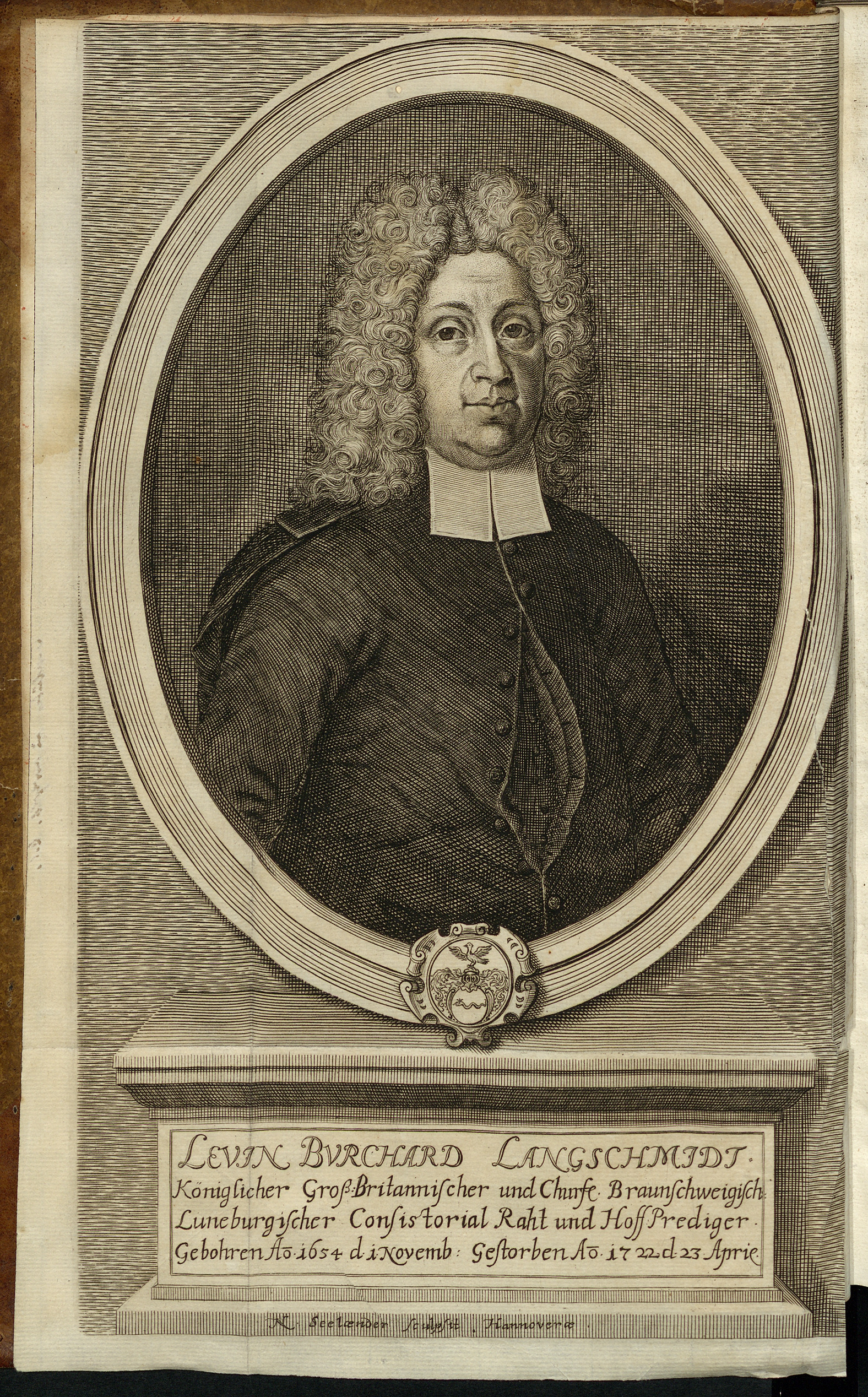
Levin Burchard Langschmidt; Kupferstich von Nicolaus Seelaender als Frontispiz für die 1722 von David Rupert Erythropel in der Neustädter Hof- und Stadtkirche St. Johannis gehaltene Leichenpredigt für den Geistlichen

Levin Burchard Langschmidt (auch: Levin Burchard Langschmid; geboren 1. November 1654 in Suderbruch bei Ahlden an der Leine; gestorben 23. April 1722 in Hannover) war ein deutscher lutherischer Theologe, Pastor, Königlich Großbritannischer und Kurfürstlich Braunschweig-Lüneburgischer Konsistorialrat und Hofprediger. Durch seine Erwähnung im Briefwechsel des Universalgelehrten Gottfried Wilhelm Leibniz wurde der Name des Geistlichen Teil des Weltdokumentenerbes der UNESCO.

## Leben
Levin Burchard Langschmidt wurde wenige Jahre nach dem Westfälischen Frieden geboren als Kind des in „Süderbrock“ tätigen evangelischen Geistlichen Johann Henrich Langschmid, Sohn des an der Universität Rostock lehrenden Magisters und späteren Verdener Hofpredigers Georgius Langschmidt und dessen Ehefrau Gertrud Dorothea von Grothausen, Tochter des Obersten Thomae von Grothausen und dessen Ehefrau von der Lite. Langschmidts Mutter war Ilse Mette Helmers, Tochter des in Nienburg an der Weser tätigen Rektors Theodor Helmer und dessen aus Liebenburg stammenden Ehefrau Elisabeth Tegtmeyer.
Nach seiner Taufe und dem bald darauf erfolgten Umzug mit seinen Eltern nach Mandelsloh erhielt er schon als Kind Privatunterricht im Studium der Bibel, bevor er 1667 zunächst an das Ernestinum in Celle und von dort 1671 zu vertiefendem Unterricht an das spätere Gymnasium Fridericianum in Herford gesandt wurde. Ab 1674 studierte er an der Universität Helmstedt die Fächer Philologie, Philosophie und Theologie. Insbesondere seine theologischen Studien setzte er an der Universität Wittenberg sowie der Universität Leipzig fort.
Nach seiner Rückkehr in das Herzogtum Braunschweig-Lüneburg wurde er am 14. Februar 1683 von Herzog Ernst August nach Hülsede berufen. Im selben Jahr ging er seine erste Ehe ein.
Am 7. September 1685 erhielt er seine Vokation an die Stadtkirche in Hameln; zwei Jahre später am 4. Juni 1687 seine Vokation an die unter Königlich Preußischer und Kurfürstlich Brandenburgischer Herrschaft stehende Hauptkirche St. Martin in Minden.
Am 7. Oktober 1694 übernahm Langschmidt als Nachfolger seines Schwiegervaters Justus Heinrich Barnstorff in der Residenzstadt Hannover das Amt des Predigers an der dortigen Kreuzkirche. Keine drei Jahre später wechselte er am 11. Februar 1697 als erster Pastor an die Jakobikirche in Lübeck. Schließlich wurde er am 23. Juni 1706 durch den Kurfürsten Georg Ludwig, nachmals Georg I. von Großbritannien, zum Konsistorialrat und Hof-Prediger an der Neustädter Hof- und Stadtkirche St. Johannis der Calenberger Neustadt ernannt.
Langschmidt wurde am 7. Mai 1722 in seiner Gruft in der Neustädter Hof- und Stadtkirche beigesetzt. Die noch im selben Jahr für die zahlreichen Verwandten gedruckte Leichenpredigt, versehen mit einem Brustbild des Verstorbenen im Kupferstich von Nicolaus Seeländer als Frontispiz, hielt der Ober-Hofprediger, Konsistorialrat und Superintendent „der Neustadt Hannöverischer Inspection“ David Rupert Erythropel.

## Familie
Levin Burchard Langschmidt heiratete am 8. Mai 1683 die Jungfrau Ilse Margaretha Barnstorff, Tochter des Theologen und Pfarrers an der hannoverschen Kreuzkirche Justus Heinrich barnstorff und dessen Ehefrau Anna Elisabeth Vasmers aus dem althannoverschen Patriziergeschlecht, Enkelin einer geborenen von Windheim. Aus der Verbindung gingen neun Kinder hervor, von denen vier schon im Kindesalter starben, und noch vor dem Tod des Vaters starb 1720 auch dessen Sohn Justus Henricus Langschmid, seinerzeit erster Pastor in Elbingerode. Von den beiden überlebenden Söhnen wohnten der Königlich Großbritannische und Kurhannoversche Kanzlei-Sekretär Wilhelm Rudolf Langschmidt sowie der Legations-Sekretär Levin Dietrich Langschmidt der Grablege ihres Vaters bei.
Auch zwei Töchter überlebten ihren Vater: Margarete Eleonora heiratete Andreas Leopold Borckenstein, den Superintendenten von Stolzenau. Philippina Agneta heiratete den hannoverschen Kreuzkirchen-Pastor Hans Georg Bukisch.
Von seinen Kindern aus erster Ehe bekam Langschmidt 25 Enkel, von denen 16 ihren Großvater überlebten. Nachdem am 1. November 1704 Langschmidts erste Gattin verstarb, heiratete er am 12. Oktober 1705 Anna Dorothea, geborene München, Tochter des Pastors an der Aegidienkirche Magister Georg Münch und dessen Ehefrau Ursula Elisabeth, geborene Erythropel, Witwe des Pastors zu Wilkenburg Ludolf Moritz Raapke. Mit seiner zweiten Ehefrau lebte Langschmidt noch 17 Jahre bis zu seinem Tod zusammen.

## Schriften
- Erster Seegen, Damit die Neue Cantzel Zu S. Jacob In Lübeck Den 2. Mart. dieses 1698sten Jahrs, Bey Volckreicher Versamlung, Christlichem Gebrauch nach, eingeweihet Und Auff Begehren zum Druck befodert ist. Von Levin Burchard Langschmied, der Kirchen daselbst Pastore, Lubeck: Verlag von Johann Wiedemeyer, Druck von Moritz Schmalhertz, 1698; Digitalisat über Google-Bücher
- Hannovera Secundum Jubilans, Oder des Evangelisch-Hannoverschen Zions Abermahlige Jubel-Freude und Erzehlung des Ruhms Gottes, So den XXXI. Octobr. Des 1717ten Jahrs, ... An dem angeordneten Zweyten Reformations-Jubilaeo, Jn hiesiger Königl. und Chur-Fürstl. Schloß-Kirchen ... vorgestellet und nebst Königl. Jubel-Feyers-Ordnung zum Druck übergeben ist. Verordnung, Wie das Auf den 31. October 1717ten Jahrs Als den 23. Sonntag nach Trinitatis, einfallende Evandelische Jubel-Fest, In Sr. Königl. Majestät Teutschen Landen gefeyret werden solle. Zweyte Auflage, Hannover, Bey Nicolaus Förster, Königl. und Chur-Fürstl. Hof-Buchhändler, Anno 1718; Digitalisat über die Staatsbibliothek Berlin – Preußischer Kulturbesitz